# Franking
Franking je obec v okrese Braunau v rakouské spolkové zemi Horní Rakousy.

## Geografie
Franking se nachází v západní části Horních Rakous nedaleko hranic s Německem a Salcburskem. Městečko leží v nadmořské výšce 457 metrů, rozloha činí 10,44 km² a žije zde 955 obyvatel.

### Vesnice
Vesnice v obci jsou následující (v závorkách uveden počet obyvatel ze dne 1. ledna 2020):
- Buch (30)
- Dorfibm (52)
- Eggenham (101)
- Eisengöring (84)
- Franking (250)
- Holzöster (218)
- Holzleithen (92)
- Neuhausen (77)
- Oberfranking (108)

## Dějiny
Název pochází ze starohornoněmeckého jména „Franko“ či „Francho“. Poprvé se toto jméno objevuje v roce 1150, kdy je v jedné listině jmenován jistý Ulricus von franchingen. Do roku 1779 byl Franking součástí Bavorska, po Těšínské smlouvě se stal součástí Rakouska.